# Foxiphalus xiximeus
Foxiphalus xiximeus är en kräftdjursart som beskrevs av J. L. Barnard och C. M. Barnard 1982. Foxiphalus xiximeus ingår i släktet Foxiphalus och familjen Phoxocephalidae. Inga underarter finns listade i Catalogue of Life.